# John Cooper (musiker)
John Landrum Cooper (även John L. Cooper), född 7 april 1975, i Memphis, Tennessee är en amerikansk musiker. Han har varit huvudsångare och basist i det grammynominerade kristna rockbandet Skillet sedan 1996. Han är gift med en annan bandmedlem, Korey Cooper, tillsammans har de två barn.

## Karriär

### Seraph
Cooper var en kort stund med i det experimentella rockbandet Seraph. Bandet släppte en fyra låtars demo innan de splittrades.

### Skillet
John bildade Skillet under 1996 med Ken Steorts. Båda hade träffats medan de turnerat med tidigare band, John som sångare i det progressiva rockbandet Seraph och Ken Steorts gitarrist Urgent Cry. Banden splittrades snart efter, så Johns och Kens pastor uppmuntrade dem att bilda ett eget band som ett sidoprojekt. De var från olika stilar av rockmusik och bestämde de sig för att nämna försöket Skillet. Strax därefter gick Trey McClurkin med i bandet som en tillfällig trummis. Skillet var bara tillsammans i en månad innan de fick intresse från det stora kristna skivbolaget Forefront Records och ett kontrakt undertecknades strax efteråt. Ken Steorts lämnade bandet 1999 och Trey McClurkin lämnade bandet under 2000. John var då den enda av grundarna av bandet som var kvar. 

### Andra samlingar
John sjunger i !Hero:The Rock Opera.
John var samtidig författaren av Decyfer Neds singel "Best I Can" 
Han sjöng även på titelspåret till Tobymacs album Tonight. 

## Privatliv
John Cooper har vid ett flertal tillfällen sagt att han var född och uppvuxen i en mycket religiös familj och atmosfär. Han sa själv att: "Jag inte fick bära svarta kläder, inte lyssna på något med trummor eller gitarrer, inte ha långt hår. Allt var så livlöst. Jag vet jag skullet läsa Bibeln och vara som ... "Detta är inte vad Bibeln säger. Jag gillar tanken på att leva för Jesus, men jag hatar tanken på att leva för dig." Du vet?
Cooper är gift med Korey Cooper, keyboardist, och gitarrist för Skillet. Båda har tatuerade ringar på sina fingrar, istället för traditionella ringar. De har två barn: Alexandria (född 2002) och Xavier (född 2005). 
Under en intervju sade John att "tidigt bestämde vi att vi aldrig skulle ha barn på vägen. Vi inte skulle göra det. Och då Gud talade till oss senare, bara för visa att Gud kan förändra våra tankar, eller hur? Så då Gud börjar tala till mig om barn, och jag var som "Verkligen? Men vi gjorde ändå ett beslut att inte göra det. "Och Guds vilja", jag bryr mig inte. "Så ... det är hur som hände! Det var en stor chock, eftersom vi var verkligen emot det.
Cooper är ett stort fan av Dr Pepper, och kan ofta ses dricka det i många Skillet podsändningar. Detta händer så ofta att Skillet gitarristen Ben Kasica kallade honom en professionell läskexpert i en podcast. Han har också börjat gilla Ted's Mexican i Oklahoma City och samlar affischer av Spindelmannen och Batman i naturlig storlek.
Ett intresse som John ofta pratar om under deras turnéer är hans kärlek till 80-musik. År 2008 konstaterade han skämtsamt, "Varje band med spandex och riktigt stora hår var mitt band. Stryper hela vägen!" Han uttrycker ofta sin förkärlek för hockeyfrillor och 80-talets powerballader, säger "varje bra metal-band måste ha en effekt ballad". Dessa intressen är ett vanligt skämt på turnéer mellan fans och bandmedlemmar. 